# Neohaustator fortilirata
Neohaustator fortilirata is een slakkensoort uit de familie van de Turritellidae. De wetenschappelijke naam van de soort is voor het eerst geldig gepubliceerd in 1914 door G. B. Sowerby III.